# Pastor de Palència
Pastor hauria estat un religiós hispanovisigot, bisbe de Palència a mitjan segle v, entre el 433 i el 457, que hauria mort desterrat a Orleans.
Les dades biogràfiques sobre aquest bisbe són escasses i no totes segures. Hom ha identificat a Pastor com un dels dos bisbes consagrats el 433 al convent jurídic de Lugo, a la Gal·lècia, esmentats per Hidaci al seu Cronicó, en contra d'Agresti. Si bé Palència no formava part de les diòcesis gallegues sinó que era sufragània de la de Toledo, en opinió d'Enrique Flórez per la seva situació de frontera i la inseguretat de l'època, no seria d'estranyar que els bisbes d'aquesta localitat fossin consagrats a Lugo i no pas a Toledo. En tot cas, diu també que la seva afirmació no és totalment segura, i podria ser que el bisbe esmentat per Hidaci fos un altre Pastor.
S'atribueix a Pastor l'autoria d'un petit llibre dogmàtic o símbol. Cita l'historiador Pedro Fernández del Pulgar a Honori d'Autun, el qual afirma: «Pastor Obispo, compuso un Libro pequeño en modo de Symbolo, que contiene casi toda la doctrina Eclesiástica por sentencias; en el qual entre las demás maldades de disensiones, que anatematiza, dexando los nombres de sus Autores, condena à los Priscilianos, con el Autor, Obispo Prisciliano, que les diò nombre.» De fet, les primeres notícies són de finals del segle v, Gennadi de Marsella a la seva obra dona notícies d'un escrit de gran qualitat d'un bisbe hispà anomenat Pastor en el qual es condemna i anatematitza a Priscil·lià i els seguidors. Segons l'opinió de Flórez, és molt possible que s'identifiqui amb el bisbe de Palència, perquè aquesta localitat va ser una de les que més va exigir la condemna de l'heretgia priscil·lianista.
D'altra banda, la ubicació de Pastor com a bisbe de Palència és molt confusa, segons afirma Fernández del Pulgar. Ell l'identifica amb un sant Pastor, que consta com a màrtir el 30 de març a Orleans, aleshores a la Gàl·lia, però els catàlegs episcopals orleanesos no l'esmenten com a bisbe de la ciutat. Altres esmentaven a Pastor com a «bisbe palatí», és a dir de l'aula règia, però la inexistència d'un càrrec similar en aquell moment, la semblança entre Palatinus i Palentinus, i els seus escrits contraris al priscil·lianisme demostren que era en realitat un bisbe de Palència, on hi havia més presència d'aquesta heretgia, que no pas a la Gàl·lia o a poblacions amb una pronuncia semblant, com València. Aquesta opinió és compartida per Flórez, que admet que és molt fàcil que es produís l'error d'escriptura i, a més, diu que malgrat que Gil González Dávila no l'esmenta, no cal fer-ne cas perquè aquest autor estava poc versat en matèries antigues, i conclou que no hi ha cap altra opció per a aquest personatge anomenat Pastor que ser bisbe de Palència.
Per la seva identificació amb el sant mort a la Gàl·lia, s'havia afirmat que Euric l'havia desterrat d'Hispània, retardant la seva desaparició fins a la dècada del 470, però tant Fernández del Pulgar com Flórez coincideixen en dir que Pastor va ser un dels dos bisbes capturats que esmenta Hidaci al seu Cronicó el 457 després del saqueigs d'Astorga i Palència per part del rei dels visigots Teodoric I, després portats a la Gàl·lia, possiblement a Orleans, on van morir, fet que descarta que les seves relíquies fossin presents a Espanya, com s'havia falsament s'havia afirmat des d'antic. Malgrat haver estat considerat sant per una suposada condició de màrtir, i inclòs a martirologis, actualment el Martirologi Romà no el contempla, si bé encara apareix al santoral.
El seu successor al bisbat és Pere.